# Flávio Venturini
Flávio Venturini (Belo Horizonte, 1949. július 23. –) brazil zeneszerző, dalszerző és zongorista.

## Diszkográfia

### Clube da Esquina
- 1978 - Clube da Esquina 2

### O Terço
- 1974 - Criaturas da Noite (Underground/Copacabana)
- 1975 - Casa Encantada (Underground/Copacabana)
- 2007 - O Terço Ao Vivo (Som Livre)

### 14 Bis
- 1979 - 14 Bis
- 1980 - 14 Bis II
- 1981 - Espelho das Águas
- 1982 - Além Paraíso
- 1983 - A Idade da Luz
- 1985 - A Nave Vai
- 1987 - Sete
- 1987 - Ao Vivo

### Solo
- 1982 - Nascente (EMI/Odeon)
- 1984 - O Andarilho (EMI/Odeon)
- 1990 - Cidade Veloz (Chorus/Som Livre)
- 1992 - Ao Vivo (Som Livre)
- 1994 - Noites com Sol (Velas)
- 1996 - Beija-Flor (Velas)
- 1997 - Flavio Venturini e Toninho Horta no Circo Voador (Dubas)
- 1998 - Trem Azul (EMI/Odeon)
- 1999 - Linda Juventude (Som Livre) (CD/DVD released)
- 2003 - Porque Não Tinhamos Bicicletas (Trilhos)
- 2005 - Luz Viva (Trilhos)
- 2005 - Aquela Estrela (Trilhos)
- 2006 - Canção Sem Fim (Trilhos)
- 2009 - Não Se Apague Esta Noite (Trilhos/Som Livre) (CD/DVD released)
- 2013 - Venturini